# Ochthebius serratus
Ochthebius serratus är en skalbaggsart som beskrevs av Wilhelm Gottlob Rosenhauer 1856. Ochthebius serratus ingår i släktet Ochthebius och familjen vattenbrynsbaggar. Inga underarter finns listade i Catalogue of Life.